# Низи (Шептицький район)
Низи́ — село в Україні, у Шептицькому районі Львівської області. Населення становить 675 осіб.
В дорадянський час село називалось Прусинів, а пізніше  отримало назву Низи.
У 1939 році в селі проживало 2 020 мешканців, з них 1 770 українців-греко-католиків, 180 українців-римокатоликів, 5 поляків, 25 євреїв.
В селі є церква Воздвиження Чесного Хреста, збудована у 1878 році Місцева греко-католицька громада належала до парафії в Белзі Белзького деканату Белзької (до 1772) і Перемишльської (1772—1946) єпархій.